# John LeClair
John Clark LeClair (St. Albans, 5 luglio 1969) è un ex hockeista su ghiaccio statunitense.

## Palmarès

### Olimpiadi
- Argento a Salt Lake City 2002.